# Serra del Socarrador
La Serra del Socarrador és una serra situada als municipis de Colera i Llançà a la comarca de l'Alt Empordà, amb una elevació màxima de 4089 metres.